# Trinidad Silva
Trinidad Silva jr. (30 januari 1950 - 31 juli 1988) was een Amerikaanse acteur die vooral bijrollen speelde in enkele series en films in de jaren 1980. Zijn meest bekende rol is wellicht die van Jesus Martinez in de televisiesreeks Hill Street Blues.
Silva werd geboren in Mission, een plaats in Texas. Hij stierf tijdens een auto-ongeluk waarbij een dronken chauffeur betrokken was. Op dat ogenblik was Silva nog bezig met de opnames van UHF. Gezien zijn opnames nog niet waren afgelopen, dienden de scenarioschrijvers het script aan te passen.

## Films
- Alambrista! (1977)
- Walk Proud (1979)
- The Jerk (1979)
- Second Thoughts (1983)
- El Norte (1983)
- Crackers (1984)
- Jocks (1987)
- Colors (1988)
- The Night Before (1988)
- The Milagro Beanfield War (1988)
- UHF (1989)

- Bibliothèque nationale de France: cb142273736 (data)
- Library of Congress Control Number: no90002434
- Istituto Centrale per il Catalogo Unico: RAVV373773
- Virtual International Authority File: 36475391
- WorldCat: E39PBJxCyXJxJxbhRRMGWVjgrq